# Pristimantis corrugatus
Pristimantis corrugatus är en groddjursart som först beskrevs av Duellman, Lehr och Pablo J. Venegas 2006.  Pristimantis corrugatus ingår i släktet Pristimantis och familjen Strabomantidae. IUCN kategoriserar arten globalt som livskraftig. Inga underarter finns listade i Catalogue of Life.